# Paola Pes di Villamarina
La marchesa Paola Pes di Villamarina (Torino, 17 aprile 1838 – Gressoney-Saint-Jean, 23 agosto 1914) è stata una nobile italiana, conosciuta per essere stata dama d'onore della prima regina d'Italia, Margherita di Savoia.

## Biografia
Paola Rignon nacque a Torino nel 1838, da Edoardo Giuseppe Rignon, conte di Marmorito, e dalla contessa Maria Cristina Pilo-Boyl. Benché discendente da una famiglia di buon lignaggio, il suo nome divenne noto dopo il suo matrimonio, avvenuto il 17 maggio 1856, con il marchese Emanuele Pes di Villamarina (3 dicembre 1834 - 10 maggio 1891).
La famiglia di quest'ultimo era molto prestigiosa e ben voluta dai Savoia perché aveva dato loro prova di fedeltà anche durante il loro esilio in Sardegna. Fra i personaggi più illustri della famiglia ci furono il nonno di suo marito Emanuele Pes di Villamarina (1777-1852) che fu uno dei consiglieri più ascoltati da Carlo Felice di Savoia, e suo suocero Salvatore Pes VIII marchese di Villamarina e barone dell'isola Piana.
La coppia ebbe cinque figli: Umberto, Enrichetta, Salvatore, Melania e Maria Cristina. La secondogenita nacque il 1º dicembre 1867 a Milano e sposò il marchese Paolo Alerame Spinola a Torino il 29 ottobre 1888. Nel 1868 Paola e suo marito divennero rispettivamente dama d'onore e cavaliere d'onore della prima regina d'Italia, Margherita di Savoia. Questo incarico fiorì in una profonda amicizia che durò 46 anni. La regina con la sua dama d'onore trascorrerà numerosi periodi di villeggiatura presso il Castello del Roccolo di Busca, essendo il marito Emanuele Pes di Villamarina divenuto erede della dimora estiva.
La marchesa si spense a Castel Savoia vegliata dalla figlia e dalla regina stessa il 23 agosto del 1914.
A testimonianza del grande legame fra la regina e la marchesa, la figlia di quest'ultima, Maria Cristina Pes di Villamarina, fu nominata a sua volta dama d'onore e rimase a fianco di Margherita di Savoia fino alla sua morte, avvenuta il 4 gennaio 1926 a Villa Margherita.